# Pirrolnitrina
Pirrolnitrina, chimicamente 3-cloro-4-(2'-nitro-3'-clorofenil)pirrolo, è una molecola dotata di attività antibiotica ed antimicotica (antifungina) sintetizzata negli anni '60.
Il composto è prodotto da Pseudomonas pyrrocinia e da altri Pseudomonas, i quali la utilizzano per combattere le cellule fungine.
In Italia è venduta dalla società farmaceutica Pharmacia Italia con il nome commerciale di Micutrin nella preparazione farmacologica di crema, lozione o polvere aspersoria alla concentrazione del 1% di principio attivo.

## Farmacodinamica
Lo spettro d'azione del composto è piuttosto ampio e comprende diversi tra i più importanti miceti patogeni per l'uomo. In particolare pirrolnitrina è attiva sui dermatofiti, su Malassezia furfur, sulla Candida albicans, su Criptococcus neoformans e su diverse blastospore.
Il composto altera i processi energetici delle cellule funginee (probabilmente inibendo il sistema di trasporto degli elettroni respiratorio), inibendone la sintesi delle proteine e degli acidi nucleici. Ciò avviene grazie alla interazione con i fosfolipidi della membrana cellulare del micete, dove pirrolnitrina determina una lesione irreversibile.

## Farmacocinetica
In studi eseguiti su animali, pirrolnitrina, dopo somministrazione per via orale, è stata rapidamente eliminata dall'organismo tramite l'emuntorio renale e la bile.

## Usi clinici
Il farmaco viene utilizzato per via topica nel trattamento di affezioni micotiche sostenute da diverse funghi patogeni, tra cui quelli appartenenti al genere Trychophyton (Trychophyton rubrum, Trychophyton mentagrophytes, Trychophyton tonsurans), Microsporum audouini, Epidermophyton floccosum, e Malassezia furfur.
Viene anche utilmente impiegato nelle dermatofitosi interdigitali (il cosiddetto piede di atleta), nelle tinea corporis e tinea capitis, nell'herpes circinatus, nell'eritrasma, nella pitiriasi versicolor, nelle micosi palmo-plantari, nelle onicomicosi. Utile infine nei disturbi sostenuti da Candida albicans.

## Controindicazioni
Pirrolnitrina è controindicata nei soggetti che presentano ipersensibilità nota al principio attivo oppure ad uno qualsiasi degli eccipienti utilizzati nella formulazione farmacologica.